# Szvetlana Szergejevna Zsurova
Szvetlana Szergejevna Zsurova (Pavlovo, 1972. január 7. –) olimpiai és világbajnok orosz gyorskorcsolyázó, politikus.

## Pályafutása
1979-től egy kirovszki iskolába járt, ahol ritmikus gimnasztikázott, majd korcsolyázással foglalkozott. 1986-ban a Leningrádi Olimpiai 2. Számú Tartalékiskolában folytatta a tanulmányait, itt gyorskorcsolyázó lett. 1988 januárjától 2006 decemberéig tagja volt a Szovjetunió, később Oroszország gyorskorcsolya válogatottjának. 1999-ben kitüntetéssel diplomázott a Testnevelési Akadémián „Testnevelő mester, felsőoktatási tanár” minősítéssel. Ötszörös orosz bajnok sprintben (1997, 2000, 2002, 2004, 2005). 1989-től versenyzett nemzetközi szinten. A távspecifikus világbajnokságokon 1996-ban 500 méteren aranyat, 1998 és 2000 között háromszor ezüstöt, 2001-ben bronzot nyert. 2006-ban megnyerte a sprinterek világbajnokságát.
Négyszer vett részt a téli olimpián, de első érmét csak 34 évesen érte el a 2006-os torinói játékokon, ahol megnyerte az 500 méteres versenyt. Már 2003-ban tervezte, hogy gyermekvállalás után befejezi a sportolást, de a férje biztatására úgy döntött, hogy folytatja a pályafutását.
Sportkarrierje után politikus lett, bekerült a leningrádi régió parlamentjébe. 2007 decemberében beválasztották az Orosz Föderáció Dumájába, mint az Egységes Oroszország párt tagját. A kormányzó párt tagjaként az ötödik Állami Duma alelnöke lett. A parlamentben az Ifjúsági, Kulturális és Sport Bizottságot vezette.

### A magánélete
2000 tavaszán, miután a következő téli szezon végén visszatért Szentpétervárra, kapcsolatba került Artyom Csernyenko teniszezővel. Néhány évvel korábban már találkoztak, amikor ugyanannál az általános testnevelő edzőnél tanultak. 2001 nyarán összeházasodtak, két gyermekük született. A házasságuk 2013-ig tartott.

## Elismerései
- Becsületrend
- Szolgálatért kitüntetés (Oroszország Igazságügyi Minisztériuma)
- Az Orosz Föderáció elnökének tiszteletbeli oklevele

## Fordítás
- Ez a szócikk részben vagy egészben  a   Swetlana Sergejewna Schurowa című német Wikipédia-szócikk ezen változatának fordításán alapul.  Az eredeti cikk szerkesztőit annak laptörténete sorolja fel. Ez a jelzés csupán a megfogalmazás eredetét és a szerzői jogokat jelzi, nem szolgál a cikkben szereplő információk forrásmegjelöléseként.